# Zhang Jun (athlétisme)
Dans ce nom chinois, le nom de famille, Zhang, précède le nom personnel.
Pour les articles homonymes, voir Zhang Jun.
Zhang Jun (né le 11 avril 1983 à Binzhou) est un athlète chinois spécialiste du lancer du poids. Il est l'actuel détenteur du record de Chine en plein air (20,41 m) et du record d'Asie en salle (20,16 m).

## Biographie
Vainqueur de son premier titre national en 2009, il décroche sa première médaille internationale lors des Universiades d'été de Belgrade en se classant deuxième du concours avec un jet à 19,58 m. Il s'adjuge par la suite la médaille de bronze des Championnats d'Asie disputés en fin d'année à Canton (19,15 m), puis améliore quelques jours plus tard le record de Chine de la discipline  en atteignant la marque de 20,41 m à l'occasion des Jeux de l'Asie de l'Est, à Hong Kong, décrochant ainsi son premier titre international majeur.
En début de saison 2010, Zhang Jun porte le record de Chine en salle à 19,90 m. Il participe aux Championnats du monde en salle, à Doha, mais est éliminé au stade des qualifications. Fin novembre, à Canton, il décroche la médaille d'argent des Jeux asiatiques (19,59 m), derrière le Saoudien Sultan Alhabashi. En 2011, le Chinois monte sur la deuxième marche du podium des Championnats d'Asie de Kobé avec un jet à 19,77 m, s'inclinant finalement face au Taïwanais Chang Ming-Huang.
Zhang Jun établit un nouveau record d'Asie en salle en début de saison 2012 en signant la marque de 20,16 m le 13 février à Nankin, devenant à cette occasion le premier athlète chinois à dépasser la limite des vingt mètres en salle.

### Palmarès
| Date | Compétition                  | Lieu      | Rang | Marque  |
| ---- | ---------------------------- | --------- | ---- | ------- |
| 2009 | Universiades d'été           | Belgrade  | 2e   | 19,58 m |
| 2009 | Championnats d'Asie          | Canton    | 3e   | 19,15 m |
| 2009 | Jeux de l'Asie de l'Est      | Hong Kong | 1er  | 20,41 m |
| 2010 | Jeux asiatiques              | Canton    | 2e   | 19,59 m |
| 2011 | Championnats d'Asie          | Kobé      | 2e   | 19,77 m |
| 2012 | Championnats d'Asie en salle | Hangzhou  | 1er  | 19,78 m |

### Records
| Épreuve         | Épreuve      | Performance | Lieu      | Date             |
| --------------- | ------------ | ----------- | --------- | ---------------- |
| Lancer du poids | En plein air | 20,41 m     | Hong Kong | 11 décembre 2009 |
| Lancer du poids | En salle     | 20,16 m     | Nankin    | 13 février 2012  |